# Noche y día (álbum)
Noche y Día es el undécimo álbum como solista del cantante y compositor argentino Raúl Porchetto. Fue publicado en el año 1986. De esta grabación se desprenden los sencillos: Bailando en las veredas, Gente de todo y La llama de tu amor.

## Lista de canciones
Todas las canciones escritas y compuestas por Raul Porchetto excepto las que se indiquen. 
| N.º   | Título                                | Escritor(es)               | Duración |  |
| 1.    | «La llama de tu amor»                 |                            | 3:50     |  |
| 2.    | «Corazones muertos»                   |                            | 3:51     |  |
| 3.    | «Bailando en las veredas»             |                            | 4:12     |  |
| 4.    | «Hiroshima» (Un grito que no termina) | O. Marzullo Raul Porchetto | 3:19     |  |
| 5.    | «Tan grande es tu amor»               |                            | 2:55     |  |
| 6.    | «Mensajes del cielo»                  |                            | 4:20     |  |
| 7.    | «Canción para todos los días»         |                            | 3:43     |  |
| 8.    | «Imaginándolo»                        | S. Iseas Raul Porchetto    | 2:03     |  |
| 9.    | «Gente de todo»                       |                            | 2:26     |  |
| 10.   | «Chico de plástico»                   |                            | 4:16     |  |
| 34:55 |                                       |                            |          |  |